# Leucauge idonea
Leucauge idonea là một loài nhện trong họ Tetragnathidae.
Loài này thuộc chi Leucauge. Leucauge idonea được Octavius Pickard-Cambridge miêu tả năm 1889.